# Duque de Goa
O título Duque de Goa foi criado, de juro e herdade, em 1515 pelo Rei D. Manuel I de Portugal a favor de D. Afonso de Albuquerque, 2.º Vice-Rei da Índia. Este foi o primeiro título ducal outorgado fora da Família Real e o primeiro título referente a terras de além-mar. A Casa Ducal de Goa foi das Casas nobres mais importantes e ricas do seu tempo, no século XVI, logo após as Casas Ducais relativas à Coroa e à Casa de Bragança.
Não tendo filhos legítimos, D. Afonso de Albuquerque, antes de partir para o seu mandato como Governador na Índia, providenciou a legitimação do seu único filho natural Brás de Albuquerque, a qual foi concedida pela Coroa em 1506. Já na Índia escreveu a pedir ao Rei D. Manuel I que todas as honras por si merecidas fossem concedidas ao seu filho Brás de Albuquerque, instituindo-o seu herdeiro universal. Perante a morte de D. Afonso de Albuquerque em 1515 o Rei cumulou de honras e riquezas Brás de Albuquerque, concedendo-lhe o Ducado de Goa e o título de Dom, determinando ainda que acrescentasse Afonso ao seu nome de Baptismo em homenagem ao antigo Vice-Rei.
A Casa de Goa veio a extinguir-se, por efeito da Lei Mental, com a morte sem descendência varonil do 2.º duque, D. Afonso Brás de Albuquerque.
Já no século XIX, por Decreto de 19 de Maio de 1886, o Rei D. Luís I criou o Ducado de Albuquerque a favor de D. João Afonso da Costa de Sousa de Macedo, 2.º conde de Mesquitela, nomeando o título ducal de Albuquerque em honra da representação genealógica de D. Afonso de Albuquerque detida por aquele nobre (como descendente em linha recta da filha única de D. Afonso Brás de Albuquerque).

## Titulares
1. D. Afonso de Albuquerque, o Grande, Vice-Rei da Índia e 1.º duque de Goa (1450-1515)
2. D. Afonso Brás de Albuquerque, 2.º duque de Goa (1501-1581)